# Anisothecium grevilleanum
Anisothecium grevilleanum är en bladmossart som beskrevs av H. Arnell och Christian Erasmus Otterstrøm Jensen 1896. Anisothecium grevilleanum ingår i släktet Anisothecium och familjen Dicranaceae. Inga underarter finns listade i Catalogue of Life.